# Sántha Antal
Sántha Antal (Zombor, 1836. szeptember 6. – Budapest, 1908. szeptember 27.) színész.

## Életútja
Atyja gazdatiszt volt. Kereskedelmi iskolába járt Pesten, majd mégis a színészetet választotta. Első fellépte 1856. május 14-én volt, Sümegen, Szuper Károly társulatánál, a Vak Bélában, a takács szerepében. A vidéken csakhamar feltűnt a komikus szakma-körben. A vén Csikósban volt a legjobb alakítása, melyben a Debrecenben vendégszereplő Feleky Miklósnak nagyon megtetszett és az ő közbenjárása mellett sikerült a Nemzeti Színházhoz szerződnie, ahol 1859. szeptember 11-én mutatkozott be, ugyancsak a Csikós szerepében. 1881. május 14-én ülte meg 25 éves jubileumát. Réthy Mihály halála után átvett az ő szerepkörét. Miután 1895-ben a színpadról lelépett, a színház pénztárosa lett. Mátray Béla búcsúztatta.

## Magánélete
Első felesége Gaal Irma, színésznő, aki 1875. november 13-án tette első színpadi kísérletét, mint végzett színitanodai növendék, a Várszínházban, a Gyöngéd rokonokban, Thusnelda szerepében. 1876. január havában a Nemzeti Színház tagja lett, azonban két év után megvált a színháztól. Második felesége Baróti Fáni, akivel 1893. január 16-án lépett házasságra; meghalt 1897. december 26-án, Budapesten. 

## Fontosabb szerepei
- Ösztövér (Shakespeare: Szentivánéji álom)
- Dubois (Molière: A mizantróp)
- Csepü (Abonyi L.: A betyár kendője)

## Működési adatai
1856–57: Székesfehérvár; 1857: Debrecen; 1858: Pécs, majd Debrecen; 1859: Debrecen; 1860: Pécs, majd Debrecen.